# Igeidő-egyeztetés
A szintaxisban (mondattanban) az igeidő-egyeztetés hagyományos terminus azokra a szabályokra vonatkozik, amelyek meghatározzák, mely igeidőben állhatnak egy összetett mondat tagmondatainak igéi adott viszonyukban. Tulajdonképpen az igeidők használata összefonódik az igemódokéval, ezért igemód-egyeztetésről is szó van az időegyeztetéssel együtt. Alárendelő összetett mondatban a mellékmondat igéjének ideje és módja a főige idejétől és módjától függ, de mellérendelt mondatok igéinek ideje és módja is függ egymástól.
Az igeidő-egyeztetésnek vannak többé-kevésbé tág értelmezései. Összetett mondatban mindig van egy bizonyos időviszony az igék között: egyidejűség, előidejűség vagy utóidejűség. Alárendelő összetett mondat esetében a mellékmondatból kiindulva állapítandó meg, hogy mely viszonyról van szó: a mellékmondat igéjének cselekvése, történése, állapota stb. egyidejű, előidejű vagy utóidejű a főmondatéhoz viszonyítva. Mindig van igeidő-egyeztetés abban az értelemben, hogy a mellékmondat igéje mindig kifejezi az időviszonyt, akkor is, ha ideje nem változik, amikor a főige múlt idejű, ahhoz képest, amikor jelen idejű, mint ahogy az a magyar nyelvben van. Olyan nyelvek grammatikáiban, mint az angol vagy a francia, amelyekben a mellékmondat igeideje megváltozik a főige idejének változásakor, az egyezést erre a változásra értik.
Több nézet van arra vonatkozóan, hogy mely mondattípusokban van ilyen egyeztetés. A fenti meghatározás a legáltalánosabb, de vannak korlátozóbbak is. Egyes román grammatikával foglalkozó szerzők úgy alárendelő, mint mellérendelő összetett mondatban létező igeidő-egyeztetésről szólnak. Egyes szerzők azokat a szabályokat is az igeidő-egyeztetéshez sorolják, amelyek a feltételes mellékmondatos összetett mondatban használandó igeidőkre és igemódokra vonatkoznak. Francia grammatikákban az igeidő-egyeztetést a que ’hogy’ kötőszós mellékmondatok esetére korlátozzák, amikor a főige valamelyik múlt időben van.
Az egyeztetési szabályok által előírt korlátozások száma nyelvtől függően különbözik. Vannak olyan nyelvek, mint az angol vagy a francia, amelyekben kevesebb szerkezetnek van szinonimája, mint más nyelvekben, például a románban. Egyazon nyelven belül is létezhet több vagy kevesebb alternatíva nyelvi regiszter szerint, mint más nyelv esetében.

## A magyar nyelvben
A magyar nyelv esetében igeidő-egyeztetésről inkább más anyanyelvűeknek szóló grammatikákban van szó, annál is inkább, mivel sokkal kevesebb igeidő-alak van a magyarban, mint más itt említett nyelvekben.
Kenesei 1998 a tárgyi mellékmondattal kapcsolatban mutatja be az igeidő-egyeztetést. Egyszerű mondatban az igeidő-alakok abszolút használatúak, azaz a beszéd időpontjához viszonyulnak. A magyarban ugyanazokat az időalakokat használják mellékmondatban is. Ha a főige múlt idejű, akkor az időalakok relatív használatúak, azaz a főige idejéhez viszonyulnak. Következésképpen az időviszonyokat ugyanazok az igealakok fejezik ki a tárgyi mellékmondatban, amikor főigéje múlt idejű, mint amikor jelen idejű. Példák:
- egyidejűség: Látom/Láttam, hogy baj van;[8]
- előidejűség: A feleségem nem tudja/tudta, hogy a házasságunk előtt Spanyolországban éltem;[9]
- utóidejűség: Anna tudta, hogy Péter elolvas[10]/ el fog olvasni egy könyvet.[7]

Egyéb típusú mellékmondatokban is ki van fejezve az időviszony, de igéjük ideje nem relatív használatú, pl. Bár Anna elaludt, Péter olvasni fog, Anna írta a könyvet, amelyet Péter olvasni fog.

## Az angol nyelvben
Ebben a nyelvben más-más igeidő-alakokat használnak tárgyi mellékmondatban akkor, amikor főigéje jelen idejű, és másokat, amikor múlt idejű. Ez jól látszik akkor, amikor áttérnek a független beszédről a múlt idejű főigés függő beszédre, ha a beszélő tárgyilagosan közvetít, anélkül hogy azt akarná sugallni, hogy az információ szükségszerűen igaz, vagy amikor az információ nem igaz, illetve nem aktuális:
1. egyszerű jelen időről egyszerű múlt időre: Kay said ‘I feel ill’ ’Kay azt mondta: Betegnek érzem magam’ → Kay said she felt ill ’Kay azt mondta, hogy betegnek érzi magát’;
2. egyszerű múlt időről régmúlt időre: He told us ‘I bought the shirt’ ’Azt mondta (nekünk): Megvettem az inget’ → He told us he had bought the shirt ’Azt mondta (nekünk), hogy megvette az inget’;
3. egyszerű jövő időről múltbéli jövő időre, azaz az egyszerű jövő segédigéjének a jelen idejéről annak feltételes mód jelen idejére: I told them ‘You will get wet’ ’Megmondtam nekik: Meg fogtok ázni’ → I told them they would get wet ’Megmondtam nekik, hogy meg fognak ázni’.

Az 1. és a 2. ponttal jelölt változások érvényesek a jelen és a múlt idő összetett alakjainak első elemére is: ‘We are losing’ ’Veszítésben vagyunk’ → We thought we were losing ’Azt hittük, hogy veszítésben vagyunk’, ‘Ann has been crying’ ’Ann sírt’ → Who said Ann had been crying? ’Ki mondta, hogy Ann sírt?’
Nem alkalmazzák a múlt idejű főige esetében alkalmazott szabályokat, ha a mellékmondat igéje által kifejezett cselekvés, történés vagy állapot a beszéd időpontjában is megvan, pl. I told you that the road is closed ’Mondtam neked, hogy az út le van zárva’.

## A francia nyelvben

### Kijelentő módú igével a mellékmondatban
Ebben a nyelvben is, egyes kivételekkel, más igeidő-alakok használatosak a tárgyi mellékmondatban akkor, amikor a főige múlt idejű, mint akkor, amikor jelen vagy jövő idejű.
| Je croyais qu’il | partait (egyidejűség – folyamatos múlt idő)                                     | Azt hittem, hogy | elmegy                   |
| Je croyais qu’il | était parti (előidejűség – régmúlt idő)                                         | Azt hittem, hogy | elment                   |
| Je croyais qu’il | venait de partir (előidejűség – közvetlen régmúlt idő)                          | Azt hittem, hogy | kevéssel azelőtt ment el |
| Je croyais qu’il | partirait (utóidejűség – jövő idő a múltban – a feltételes mód jelen idő alakja | Azt hittem, hogy | el fog menni             |
| Je croyais qu’il | allait partir (utóidejűség – közvetlen jövő idő a múltban)                      | Azt hittem, hogy | hamarosan el fog menni   |

Egyes esetekben nem kell alkalmazni ezeket a szabályokat, azaz a mellékmondat igeideje nem változik akkor, amikor a főige múlt idejű:
- amikor a főige összetett múltban áll, és világos, hogy a mellékmondat igéje olyan cselekvést fejez ki, amely a beszéd időpontjában is folyamatban van, illetve folytatódni fog az után is: Éric m’a dit ce matin que les Dupont sont en voyage et qu’ils reviendront bientôt „Éric azt mondta nekem ma reggel, hogy Dupont-ék utaznak és hogy hamarosan vissza fognak térni”;
- amikor a mellékmondat általános igazságot fejez ki: Le professeur expliquait aux élèves que la Terre tourne autour d’elle-même et autour du Soleil „A tanár azt magyarázta a tanulóknak, hogy a Föld maga és a Nap körül forog”.

Megemlítendő még az, hogy ha a főige jelen vagy jövő idejű, és a mellékmondaté kijelentő mód folyamatos múlt időben, kijelentő mód régmúlt időben vagy feltételes módban áll, ezek nem változnak, amikor az egész összetett mondat a múlt terébe kerül azzal, hogy a főmondat állítmányát valamelyik múlt időbe teszik.

### Kötőmódú igével a mellékmondatban
Amikor a főige kötőmódú igét követel meg a mellékmondatban, az igeidő-egyeztetés szabályai hasonlóak a kijelentő módú főige esetében alkalmazottakéhoz, de van néhány különbség.
Elsősorban a kötőmód jelen idő egyidejűséget is, és utóidejűséget is kifejez. Másodsorban, amikor a főige múlt idejű, a szabályokat nem alkalmazzák a nyelv szokásos regiszterében, csak a választékos regiszter írott változatában, abban is ritkán, és csaknem mindig harmadik személyben, a subjonctif imparfait-t használva a kötőmód jelen idő helyett és a subjonctif plus-que-parfait-t a kötőmód múlt idő helyett.
Mme Dupont ne croyait pas que Pierre dorme (kötőmód jelen idő) vs. Mme Dupont ne croyait pas que Pierre dormît (subjonctif imparfait) ’Dupont-né nem hitte, hogy Pierre alszik’;
Mme Dupont ne croyait pas que Pierre soit parti (kötőmód múlt idő) vs. Mme Dupont ne croyait pas que Pierre fût parti (subjonctif plus-que-parfait) ’Dupont-né nem hitte, hogy Pierre elment volna’.

## A román nyelvben
Az angolhoz vagy a franciához képest a románban az igeidő-egyeztetés tárgyi mellékmondatban kevesebb megkötéssel jár, azaz több alternatív megoldás van, mint az angolban vagy a franciában. Múlt idejű főige esetében elsődleges az igeidő-alakok relatív használata úgy, mint a magyar nyelvben, de lehetséges más, angol vagy francia alakokkal analóg alakok használata is. Példák:
- egyidejűség: N-am observat că vine după mine (kijelentő mód jelen idő) vagy N-am observat că venea după mine (kijelentő mód folyamatos múlt idő) ’Nem vettem észre, hogy jön utánam’;[16]
- előidejűség: Mi-a spus că a lipsit o lună (kijelentő mód összetett múlt) vagy Mi-a spus că lipsise o lună (kijelentő mód régmúlt idő) ’Azt mondta nekem, hogy egy hónapig hiányzott’;[15]
- utóidejűség: Andrei mi-a spus că va pleca / pleacă la Brașov (kijelentő mód jövő idő vagy perfektív (befejezett) értelmű jelen idő) vagy Andrei mi-a spus că avea să plece la Brașov ’Andrei azt mondta nekem, hogy Brassóba fog menni / megy’.[15]

Vannak olyan típusú mellékmondatok, amelyekben az igeidő-egyeztetés kötött. Például olyan időhatározói mellékmondatban, mint În timp ce mânca, a sunat telefonul ’Miközben evett, megszólalt a telefon’, vagy olyan okhatározóiban, mint Am ieșit repede, fiindcă mă grăbeam ’Gyorsan kimentem, mert siettem’, az ige csak folyamatos múltú lehet egyidejűség kifejezésére.
Egymás mellé rendelt tagmondatokban, ha a cselekvéseik egyidejűek, igéik egyazon idejűek, esetleg különböző módúak, például:
Muncește și cântă ’Dolgozik és énekel’;
Să nu adormi și să fii atent la bagaje (Mindkét ige kötőmódú.) ’Ne aludj el, és vigyázz a poggyászra’;
Dă-mi mâna și să uităm supărarea (Az első ige felszólító módú, a második felszólító értelmű kötőmódú) ’Add a kezed, és felejtsük el a haragot!’
Előidejűséget, illetve utóidejűséget kifejező példák:
El mâncase și acum dormea (A második ige múltbeli állapotot fejez ki a folyamatos múlt idővel, az első előidejűséget a másodikhoz viszonyítva a régmúlt idővel.) ’Evett, és most már aludt’;
Ea este la noi, dar o să plece curând (Az első ige a közlés időpontjában levő létet fejez ki, a második utóidejűséget az elsőhöz viszonyítva a jövő idővel.) ’Nálunk van, de hamarosan elmegy/el fog menni’.
Vannak korlátozások a kijelentő mód jelen idő használatával kapcsolatban más igeidő-alak helyett. Ezek szerint nem társítható az összetett múlt a történelmi jelennel egyazon mondatban (pl. *s-a născut în... și moare în... ’született ...ban és meghal ...ban’), vagy a felszólító mód a felszólító értékű kijelentő mód jelen idővel (*pleacă... și faci... ’menj el... és csinálsz/csináld...’). Ilyen igéknek azonos alakúaknak kell lenniük.

## Más nyelvekben
A BHMSz-ben Klajn 2005 állítása szerint nincs igeidő-egyeztetés, hanem csak igeidő-alakok relatív használata múlt idejű főigés mellékmondatban, például relatív jelen idő, mint a Pitao sam ga šta traži u mojoj sobi ’Megkérdeztem tőle, mit keres a szobámban.
A finn nyelv-vel kapcsolatban Kalmbach 2017, amely finn ajkúaknak szóló francia grammatika, megjegyzi, hogy abban sincs igeidő-egyeztetés, csak hibaként, amikor angolból fordítanak, például:
(angolul) I knew you would come (finnül) *Tiesin, että tulisit, helyesen Tiesin, että tulet ’Tudtam, hogy eljössz/el fogsz jönni’.

## Kapcsolódó szócikk
- Igeidő